# Singa haddooensis
Singa haddooensis är en spindelart som beskrevs av Benoy Krishna Tikader 1977. Singa haddooensis ingår i släktet Singa och familjen hjulspindlar.
Artens utbredningsområde är Andamanerna. Inga underarter finns listade i Catalogue of Life.